# 커널 샌더스
커널 샌더스(Colonel Sanders, 한국어: 샌더스 대령)로 널리 알려져 있는 할랜드 데이비드 샌더스(Harland David Sanders, 1890년 9월 9일 ~ 1980년 12월 16일)는 KFC를 창업한 미국의 기업인으로, KFC를 상징하는 마스코트이기도 하다. 그의 사진은 KFC 매장 어디에서나 볼 수 있으며, 때때로는 KFC를 대신하는 이름으로도 사용된다.

## 일생과 업적

### 성장과정
커널 샌더스는 1890년 9월 9일 인디애나주 헨리빌의 재림교 집안에서 3남매의 장남으로 태어났다. 그의 아버지인 윌버 데이비드 샌더스가 다섯 살 때 죽었기 때문에 그의 어머니가 아버지를 대신하여 돈을 벌어야 했다. 그는 어머니를 대신하여 어린시절부터 집안의 요리를 도맡아서 하였으며 장성한 후에는 증기선 선원, 보험 판매원, 철도 공사원, 농부 등 다채로운 직업을 거쳐갔다. 중학교 때 학교에서 중퇴하였고, 그의 어머니는 재혼한 의붓아버지의 가정 폭력으로 인하여 집을 떠났다. 이 사건 이후에 그는 기록부를 위조하여 군대에 입대하였고 쿠바에서 복무하였다. 그는 결혼하여 어린 나이에 죽은 아들 할랜드 데이비드 샌더스 주니어를 비롯하여 딸 둘(마거릿 샌더스와 밀드래드 샌더스)을 두었다.

### 사업
40세 때 커널 샌더스는 켄터키주 코빈에서 운영하던 주유소에서 손님들을 대상으로 한 닭요리를 개발하였다. 당시 그는 식당을 가지고 있지 않았기 때문에 주유소에 딸린 방에서 음식을 팔았다. 음식이 인기를 끌자 그는 'Harland Sanders Café and Museum'이라고 이름붙인 식당을 개업하였고 이후 9년동안 그만의 닭튀김 조리법을 개발하였다. 이때 그는 당시 널리 사용되던 팬 튀김 방식보다 조리시간이 빠른 압력튀김 방식을 개발하였다.
그는 1935년 켄터키주 주지사였던 루비 라푼과 1950년 주지사였던 로렌스 웨더비로부터 켄터키 커넬이라는 켄터키주 최고의 명예 호칭을 수여받았다.
하지만 얼마 후부터 그가 운영하던 식당은 적자 더미에서 헤어나지 못하더니 급기야는 파산하고 말았다. 샌더스가 65세 때의 일이었다. 이때 그의 손에 남은 것은 사회 보장비 명목으로 켄터키주 정부로부터 받은 100달러자리 수표 한 장뿐이었고, 이후 그는 그의 요리법을 사줄 후원자를 모집하기 시작하였다.
샌더스는 늙은 나이에 1,008회나 사업자들에게 문전박대를 당하고 1,009회째에 드디어 웬디즈 올드 패션드 버거즈의 창립자인 데이브 토마스의 후원으로 식당을 유지하게 되었고 메뉴를 간소하게 하는 방법을 시행하여 당시 패스트 푸드계의 혁신적인 바람을 몰고 왔다. 이로 인하여 샌더스의 식당의 메뉴는 기본적인 프라이드 치킨과 샐러드뿐이었다.

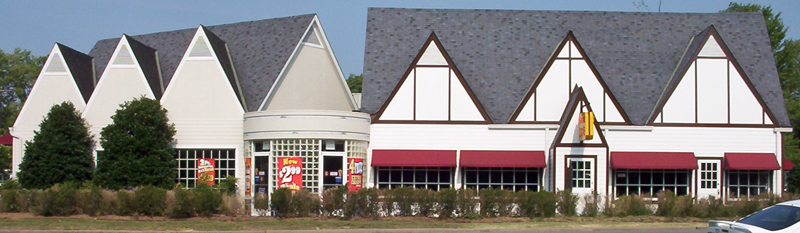
샌더스가 처음 프라이드 치킨을 만들었던 식당인 'Harland Sanders Café and Museum', 캔터키주 코빈 소재

샌더스는 캐나다 지점을 제외한 캔터키 프라이드 치킨사(社)를 캔터키주의 사업가였던 존 브라운 주니어에게 당시 돈으로 약 200만 달러에 처분하였다. 1965년 캐나다 온타리오주의 미시소거로 옮긴 샌더스는 캐나다의 사업을 감독하며 사업확장에 진력하였고 이후 미국과 캐나다를 왕복하며 KFC의 대변인 격으로 활동을 계속하였다.

### 죽음과 유산

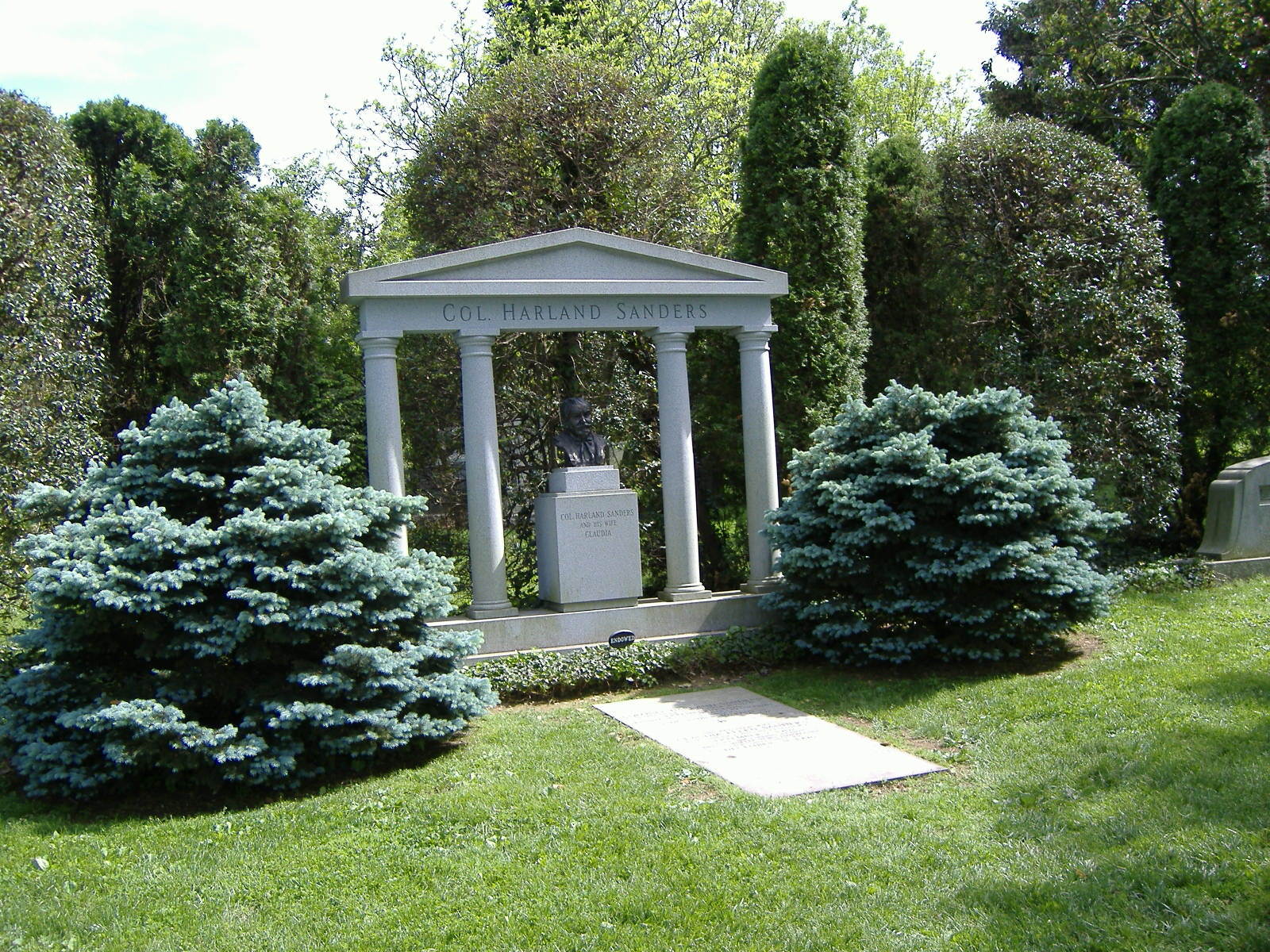
샌더스의 무덤

커널 샌더스는 이후 그의 수익금을 '커넬 할랜드 샌더스 트러스트'와 커넬 할랜드 샌더스 자선협회'라는 장학회와 자선단체를 조직하는데 사용하였다. 이들 단체에 모인 기금은 2007년 100만 달러를 넘어섰다.
그는 1980년 6월에 급성 백혈병으로 진단을 받았고, 12월 16일에 켄터키주의 루이빌에서 폐렴에 걸려 90세의 나이로 편하게 생을 마감했다. 그의 시신은 켄터키주 청사의 홀에 안장되었고, 남침례교 신학대학에서 열린 장례식에는 수천여명의 시민들이 참석하였다. 그는 트레이드마크인 하얀 정장과 검은색 넥타이를 맨 차림새로 루이즈빌에 매장되었다.
2000년 그의 이름은 미국 비즈니스 명예의 전당에 올랐다.

## 참조
주석
1. ↑  그의 나이 75세인 1968년에 웨이먼 로저스 목사를 따라 교회에 제대로 나가기 시작했고 침례 역시 받았으머, 사후 남침례회에서 장례를 치러 주었다. 웨이먼 로저스 목사는 하나님의 성회, 즉 오순절교회 소속 목사이다. 정보가 부족했는지 일전에는 장로교 집안에서 태어났다 나와 있지만 가족들이 재림교 신자였다가 훗날 오순절교회로 가게 되었다. 미국 위키백과에도 이와 같이 서술되어 있다.
2. ↑  “Harlan Sander's Family Tree”. 《www.genealogy.com》. 2008년 12월 19일에 원본 문서에서 보존된 문서. 2009년 3월 9일에 확인함.
3. 1 2  Edith Evans Asbury (1980년 12월 17일). “Col. Harland Sanders, Founder of Kentucky Fried Chicken, Dies: [Obituary]”. 《The New York Times》. A33면.
4. ↑  Josh Kegley, Daughter of Colonel Sanders dies at age 91, Lexington Herald-Leader, 2010년 9월 25일.
5. ↑  그의 식당 근처의 도로를 대신하여 새로 건설된 75번 고속도로를 이용하는 사람들이 증가하였기 때문이라고 한다.
6. ↑  I've Got A Secret 1964년 4월 6일 인터뷰 내용.
7. ↑  당시 아무리 작은 식당도 수십가지 메뉴가 기본이던 시절이었다.
8. ↑  “보관된 사본”. 2010년 8월 31일에 원본 문서에서 보존된 문서. 2011년 1월 18일에 확인함.
9. ↑  http://www.cra-arc.gc.ca/tx/chrts/menu-eng.html%7Ctitle=Harland%5B깨진+링크()%5D+과거+내용+찾기%5D)%5D Sanders Foundation on the CRA web site
10. ↑  “Milestones”. 《Time》. 1980년 12월 29일. 2008년 12월 20일에 원본 문서에서 보존된 문서. 2008년 5월 19일에 확인함.
11. ↑  “Col. Sanders, 90, Dies of Pneumonia”. 《워싱턴 포스트》. 1980년 12월 17일.

추가 참고 도서 목록
- Pearce, John, The Colonel (1982) ISBN 0-385-18122-1
- Kleber, John J.;  외. (1992). 《The Kentucky Encyclopedia》. Lexington, Kentucky: University of Kentucky Press. ISBN 0-8131-1772-0.
- 《Encyclopedia of Kentucky》. New York, New York: Somerset Publishers. 1987. 185–186쪽. ISBN 0403099811.